# Biathlon-NorAm-Cup 2010/11
Der Biathlon-NorAm-Cup 2010/11 wird wie auch schon in den Saisons zuvor als Unterbau zum Biathlon-Weltcup veranstaltet. Die Rennserie wird zum größten Teil von kanadischen und US-amerikanischen Biathleten genutzt.
Anders als im Weltcup und dem IBU-Cup sind die Starterfelder vor allem bei den Frauen nicht sehr groß. Vielfach laufen einzelne Athleten nur einzelne Rennen, zum Teil weil sich Athleten und Athletinnen für Rennen in Europa empfohlen haben und dann dort starten, oder aber weil nicht immer alle Spitzenathleten zu den einzelnen Wettkämpfen entsandt wurden.

## Ergebnisse Männer-Wettbewerbe
| 1. NorAm-Cup in Canmore, 11. Dezember 2010 – 12. Dezember 2010 | 1. NorAm-Cup in Canmore, 11. Dezember 2010 – 12. Dezember 2010 | 1. NorAm-Cup in Canmore, 11. Dezember 2010 – 12. Dezember 2010 | 1. NorAm-Cup in Canmore, 11. Dezember 2010 – 12. Dezember 2010 | 1. NorAm-Cup in Canmore, 11. Dezember 2010 – 12. Dezember 2010 |
| -------------------------------------------------------------- | -------------------------------------------------------------- | -------------------------------------------------------------- | -------------------------------------------------------------- | -------------------------------------------------------------- |
| Datum                                                          | Disziplin                                                      | Erster Platz                                                   | Zweiter Platz                                                  | Dritter Platz                                                  |
| 11. Dezember 2010 (Sa.)                                        | Sprint (10 km)                                                 | Robin Clegg                                                    | Beau Thompson                                                  | Jon Skinstad                                                   |
| 12. Dezember 2010 (So.)                                        | Verfolgung (12,5 km)                                           | Robin Clegg                                                    | Joel Pacas                                                     | Beau Thompson                                                  |

| 2. NorAm-Cup in Jericho, 28. Dezember 2010 – 30. Dezember 2010 | 2. NorAm-Cup in Jericho, 28. Dezember 2010 – 30. Dezember 2010 | 2. NorAm-Cup in Jericho, 28. Dezember 2010 – 30. Dezember 2010 | 2. NorAm-Cup in Jericho, 28. Dezember 2010 – 30. Dezember 2010 | 2. NorAm-Cup in Jericho, 28. Dezember 2010 – 30. Dezember 2010 |
| -------------------------------------------------------------- | -------------------------------------------------------------- | -------------------------------------------------------------- | -------------------------------------------------------------- | -------------------------------------------------------------- |
| Datum                                                          | Disziplin                                                      | Erster Platz                                                   | Zweiter Platz                                                  | Dritter Platz                                                  |
| 28. Dezember 2010 (Di.)                                        | Sprint (10 km)                                                 | Jason Hettenbaugh                                              | Marty Maynard                                                  | Eli Walker                                                     |
| 29. Dezember 2010 (Mi.)                                        | Verfolgung (12,5 km)                                           | Jason Hettenbaugh                                              | Marty Maynard                                                  | Eli Walker                                                     |
| 30. Dezember 2010 (Do.)                                        | Sprint (10 km)                                                 | Jason Hettenbaugh                                              | Marty Maynard                                                  | Brian Letourneau                                               |

| 3. NorAm-Cup in Canmore, 8. Januar 2011 – 9. Januar 2011 | 3. NorAm-Cup in Canmore, 8. Januar 2011 – 9. Januar 2011 | 3. NorAm-Cup in Canmore, 8. Januar 2011 – 9. Januar 2011 | 3. NorAm-Cup in Canmore, 8. Januar 2011 – 9. Januar 2011 | 3. NorAm-Cup in Canmore, 8. Januar 2011 – 9. Januar 2011 |
| -------------------------------------------------------- | -------------------------------------------------------- | -------------------------------------------------------- | -------------------------------------------------------- | -------------------------------------------------------- |
| Datum                                                    | Disziplin                                                | Erster Platz                                             | Zweiter Platz                                            | Dritter Platz                                            |
| 8. Januar 2011 (Sa.)                                     | Sprint (10 km)                                           | Scott Gow                                                | Robin Clegg                                              | Matt Neumann                                             |
| 9. Januar 2011 (So.)                                     | Verfolgung (12,5 km)                                     | Scott Gow                                                | Matt Neumann                                             | Patrick Côté                                             |

| 4. NorAm-Cup in La Patrie, 15. Januar 2011 – 16. Januar 2011 | 4. NorAm-Cup in La Patrie, 15. Januar 2011 – 16. Januar 2011 | 4. NorAm-Cup in La Patrie, 15. Januar 2011 – 16. Januar 2011 | 4. NorAm-Cup in La Patrie, 15. Januar 2011 – 16. Januar 2011 | 4. NorAm-Cup in La Patrie, 15. Januar 2011 – 16. Januar 2011 |
| ------------------------------------------------------------ | ------------------------------------------------------------ | ------------------------------------------------------------ | ------------------------------------------------------------ | ------------------------------------------------------------ |
| Datum                                                        | Disziplin                                                    | Erster Platz                                                 | Zweiter Platz                                                | Dritter Platz                                                |
| 15. Januar 2011 (Sa.)                                        | Sprint (10 km)                                               | Alain Guimont                                                | Guy LaBranche                                                | King Milne                                                   |
| 16. Januar 2011 (So.)                                        | Verfolgung (12,5 km)                                         | Alain Guimont                                                | Eli Walker                                                   | Guy LaBranche                                                |

| 5. NorAm-Cup in Jericho, 22. Januar 2011 – 23. Januar 2011 | 5. NorAm-Cup in Jericho, 22. Januar 2011 – 23. Januar 2011 | 5. NorAm-Cup in Jericho, 22. Januar 2011 – 23. Januar 2011 | 5. NorAm-Cup in Jericho, 22. Januar 2011 – 23. Januar 2011 | 5. NorAm-Cup in Jericho, 22. Januar 2011 – 23. Januar 2011 |
| ---------------------------------------------------------- | ---------------------------------------------------------- | ---------------------------------------------------------- | ---------------------------------------------------------- | ---------------------------------------------------------- |
| Datum                                                      | Disziplin                                                  | Erster Platz                                               | Zweiter Platz                                              | Dritter Platz                                              |
| 22. Dezember 2010 (Di.)                                    | Sprint (10 km)                                             | Wynn Roberts                                               | Russell Currier                                            | Joel Pacas                                                 |
| 23. Dezember 2010 (Mi.)                                    | Verfolgung (12,5 km)                                       | Wynn Roberts                                               | Phillip Violett                                            | Beau Thompson                                              |

| 6. NorAm-Cup in Lake Placid, 29. Januar 2011 – 30. Januar 2011 | 6. NorAm-Cup in Lake Placid, 29. Januar 2011 – 30. Januar 2011 | 6. NorAm-Cup in Lake Placid, 29. Januar 2011 – 30. Januar 2011 | 6. NorAm-Cup in Lake Placid, 29. Januar 2011 – 30. Januar 2011 | 6. NorAm-Cup in Lake Placid, 29. Januar 2011 – 30. Januar 2011 |
| -------------------------------------------------------------- | -------------------------------------------------------------- | -------------------------------------------------------------- | -------------------------------------------------------------- | -------------------------------------------------------------- |
| Datum                                                          | Disziplin                                                      | Erster Platz                                                   | Zweiter Platz                                                  | Dritter Platz                                                  |
| 29. Dezember 2010 (Di.)                                        | Sprint (10 km)                                                 | Nathan Smith                                                   | Marc-André Bédard                                              | Russell Currier                                                |
| 30. Dezember 2010 (Mi.)                                        | Verfolgung (12,5 km)                                           | Nathan Smith                                                   | Tyson Smith                                                    | Zach Hall                                                      |

### Gesamtwertung Männer
| Platz | Sportler          | Land               | Punkte |
| ----- | ----------------- | ------------------ | ------ |
| 1     | Beau Thompson     | Kanada             | 440    |
| 2     | Matt Neumann      | Kanada             | 299    |
| 3     | Joel Pacas        | Kanada             | 295    |
| 4     | King Milne        | Vereinigte Staaten | 230    |
| 5     | Karl Granroth     | Vereinigte Staaten | 180    |
| 6     | Wynn Roberts      | Vereinigte Staaten | 174    |
| 7     | Eli Walker        | Vereinigte Staaten | 169    |
| 8     | Brian Letourneau  | Kanada             | 157    |
| 9     | Robin Clegg       | Kanada             | 146    |
| 10    | Patrick Côté      | Kanada             | 146    |
| 11    | Konrad Thiel      | Vereinigte Staaten | 144    |
| 12    | Kai Skinstad      | Vereinigte Staaten | 136    |
| 13    | Jason Hettenbaugh | Vereinigte Staaten | 132    |
| 14    | Aaron Neumann     | Kanada             | 129    |
| 15    | Douglas Bernard   | Vereinigte Staaten | 128    |
| 16    | Marty Maynard     | Vereinigte Staaten | 125    |
| 17    | Johnny Forward    | Kanada             | 124    |
| 18    | Russell Currier   | Vereinigte Staaten | 115    |
| 19    | Jon Skinstad      | Kanada             | 115    |
| 20    | Andrew Chisholm   | Kanada             | 113    |
| 21    | Phillip Violett   | Kanada             | 113    |
| 22    | Chris Halldorson  | Kanada             | 111    |
| 23    | Elijah MacCulloch | Kanada             | 106    |
| 24    | David Tuss        | Vereinigte Staaten | 104    |
| 25    | Scott Gow         | Kanada             | 100    |
| 26    | Alain Guimont     | Kanada             | 100    |
| 27    | Sean Kato         | Vereinigte Staaten | 100    |
| 28    | Nathan Smith      | Kanada             | 100    |
| 29    | Chris Fletcher    | Vereinigte Staaten | 92     |
| 30    | Duncan Douglas    | Vereinigte Staaten | 91     |
| 31    | Guy LaBranche     | Frankreich         | 89     |
| 32    | Marc-André Bédard | Kanada             | 86     |
| 33    | Zach Hall         | Vereinigte Staaten | 80     |
| 34    | Jim Slyfield      | Vereinigte Staaten | 80     |
| 35    | Tyson Smith       | Kanada             | 80     |
| 36    | Jesse Downs       | Vereinigte Staaten | 64     |
| 37    | Andrew Busse      | Vereinigte Staaten | 62     |
| 38    | Paul Peterson     | Vereinigte Staaten | 56     |
| 39    | Kevin Jacobsen    | Vereinigte Staaten | 54     |
| 40    | André Bolduc      | Vereinigte Staaten | 46     |
| 41    | Jon Schafer       | Vereinigte Staaten | 44     |
| 42    | Sam Morse         | Vereinigte Staaten | 42     |
| 43    | Kevin Brooker     | Vereinigte Staaten | 40     |
| 44    | Mitchell Simpson  | Vereinigte Staaten | 35     |
| 45    | Justin Niehart    | Vereinigte Staaten | 31     |
| 46    | Matthew Stern     | Vereinigte Staaten | 27     |
| 47    | Joshua Mauger     | Vereinigte Staaten | 25     |
| 48    | John Nolan        | Vereinigte Staaten | 22     |
| 49    | Jason Copley      | Vereinigte Staaten | 21     |
| 50    | Brandon Adams     | Vereinigte Staaten | 20     |
| 51    | Kris Schlichting  | Vereinigte Staaten | 19     |
| 52    | Rene Harde        | Vereinigte Staaten | 18     |
| 53    | Mark Jones        | Vereinigte Staaten | 15     |
| 54    | Brian Burr        | Vereinigte Staaten | 12     |
| 55    | Tom Moffett       | Vereinigte Staaten | 12     |
| 56    | Chris Lindsay     | Kanada             | 11     |
| 57    | Jeffrey Luke      | Vereinigte Staaten | 8      |
| 58    | Jeffrey Soja      | Vereinigte Staaten | 4      |
| 59    | Jeremy Bowcock    | Vereinigte Staaten | 3      |
| 60    | David Osgood      | Vereinigte Staaten | 2      |
| 61    | Timothy Murphy    | Vereinigte Staaten | 1      |

## Ergebnisse Frauen-Wettbewerbe
| 1. NorAm-Cup in Canmore, 11. Dezember 2010 – 12. Dezember 2010 | 1. NorAm-Cup in Canmore, 11. Dezember 2010 – 12. Dezember 2010 | 1. NorAm-Cup in Canmore, 11. Dezember 2010 – 12. Dezember 2010 | 1. NorAm-Cup in Canmore, 11. Dezember 2010 – 12. Dezember 2010 | 1. NorAm-Cup in Canmore, 11. Dezember 2010 – 12. Dezember 2010 |
| -------------------------------------------------------------- | -------------------------------------------------------------- | -------------------------------------------------------------- | -------------------------------------------------------------- | -------------------------------------------------------------- |
| Datum                                                          | Disziplin                                                      | Erster Platz                                                   | Zweiter Platz                                                  | Dritter Platz                                                  |
| 11. Dezember 2010 (Sa.)                                        | Sprint (7,5 km)                                                | Betsy Mawdsley                                                 | Kathryn Stone                                                  | Karen Messenger                                                |
| 12. Dezember 2010 (So.)                                        | Verfolgung (10 km)                                             | Karen Messenger                                                | Betsy Mawdsley                                                 | Kathryn Stone                                                  |

| 2. NorAm-Cup in Jericho, 28. Dezember 2010 – 30. Dezember 2010 | 2. NorAm-Cup in Jericho, 28. Dezember 2010 – 30. Dezember 2010 | 2. NorAm-Cup in Jericho, 28. Dezember 2010 – 30. Dezember 2010 | 2. NorAm-Cup in Jericho, 28. Dezember 2010 – 30. Dezember 2010 | 2. NorAm-Cup in Jericho, 28. Dezember 2010 – 30. Dezember 2010 |
| -------------------------------------------------------------- | -------------------------------------------------------------- | -------------------------------------------------------------- | -------------------------------------------------------------- | -------------------------------------------------------------- |
| Datum                                                          | Disziplin                                                      | Erster Platz                                                   | Zweiter Platz                                                  | Dritter Platz                                                  |
| 28. Dezember 2010 (Di.)                                        | Sprint (7,5 km)                                                | Katrina Howe                                                   | Claude Godbout                                                 | Angela Salvi                                                   |
| 29. Dezember 2010 (Mi.)                                        | Verfolgung (10 km)                                             | Claude Godbout                                                 | Isabelle Abran                                                 | Katrina Howe                                                   |
| 30. Dezember 2010 (Do.)                                        | Sprint (7,5 km)                                                | Claude Godbout                                                 | Katrina Howe                                                   | Isabelle Abran                                                 |

| 3. NorAm-Cup in Canmore, 8. Januar 2011 – 9. Januar 2011 | 3. NorAm-Cup in Canmore, 8. Januar 2011 – 9. Januar 2011 | 3. NorAm-Cup in Canmore, 8. Januar 2011 – 9. Januar 2011 | 3. NorAm-Cup in Canmore, 8. Januar 2011 – 9. Januar 2011 | 3. NorAm-Cup in Canmore, 8. Januar 2011 – 9. Januar 2011 |
| -------------------------------------------------------- | -------------------------------------------------------- | -------------------------------------------------------- | -------------------------------------------------------- | -------------------------------------------------------- |
| Datum                                                    | Disziplin                                                | Erster Platz                                             | Zweiter Platz                                            | Dritter Platz                                            |
| 8. Januar 2011 (Sa.)                                     | Sprint (7,5 km)                                          | Cynthia Clark                                            | Karen Messenger                                          | Betsy Mawdsley                                           |
| 9. Januar 2011 (So.)                                     | Verfolgung (10 km)                                       | Cynthia Clark                                            | Betsy Mawdsley                                           | Karen Messenger                                          |

| 4. NorAm-Cup in La Patrie, 15. Januar 2011 – 16. Januar 2011 | 4. NorAm-Cup in La Patrie, 15. Januar 2011 – 16. Januar 2011 | 4. NorAm-Cup in La Patrie, 15. Januar 2011 – 16. Januar 2011 | 4. NorAm-Cup in La Patrie, 15. Januar 2011 – 16. Januar 2011 | 4. NorAm-Cup in La Patrie, 15. Januar 2011 – 16. Januar 2011 |
| ------------------------------------------------------------ | ------------------------------------------------------------ | ------------------------------------------------------------ | ------------------------------------------------------------ | ------------------------------------------------------------ |
| Datum                                                        | Disziplin                                                    | Erster Platz                                                 | Zweiter Platz                                                | Dritter Platz                                                |
| 15. Januar 2011 (Sa.)                                        | Sprint (7,5 km)                                              | Claude Godbout                                               | Isabelle Abran                                               | Angela Salvi                                                 |
| 16. Januar 2011 (So.)                                        | Verfolgung (10 km)                                           | Claude Godbout                                               | Isabelle Abran                                               | Angela Salvi                                                 |

| 5. NorAm-Cup in Jericho, 22. Januar 2011 – 23. Januar 2011 | 5. NorAm-Cup in Jericho, 22. Januar 2011 – 23. Januar 2011 | 5. NorAm-Cup in Jericho, 22. Januar 2011 – 23. Januar 2011 | 5. NorAm-Cup in Jericho, 22. Januar 2011 – 23. Januar 2011 | 5. NorAm-Cup in Jericho, 22. Januar 2011 – 23. Januar 2011 |
| ---------------------------------------------------------- | ---------------------------------------------------------- | ---------------------------------------------------------- | ---------------------------------------------------------- | ---------------------------------------------------------- |
| Datum                                                      | Disziplin                                                  | Erster Platz                                               | Zweiter Platz                                              | Dritter Platz                                              |
| 22. Dezember 2010 (Di.)                                    | Sprint (7,5 km)                                            | Susan Dunklee                                              | Hannah Dreissigacker                                       | Katrina Howe                                               |
| 23. Dezember 2010 (Mi.)                                    | Verfolgung (10 km)                                         | Katrina Howe                                               | Hannah Dreissigacker                                       | Emma Lodge                                                 |

| 6. NorAm-Cup in Lake Placid, 29. Januar 2011 – 30. Januar 2011 | 6. NorAm-Cup in Lake Placid, 29. Januar 2011 – 30. Januar 2011 | 6. NorAm-Cup in Lake Placid, 29. Januar 2011 – 30. Januar 2011 | 6. NorAm-Cup in Lake Placid, 29. Januar 2011 – 30. Januar 2011 | 6. NorAm-Cup in Lake Placid, 29. Januar 2011 – 30. Januar 2011 |
| -------------------------------------------------------------- | -------------------------------------------------------------- | -------------------------------------------------------------- | -------------------------------------------------------------- | -------------------------------------------------------------- |
| Datum                                                          | Disziplin                                                      | Erster Platz                                                   | Zweiter Platz                                                  | Dritter Platz                                                  |
| 29. Dezember 2010 (Di.)                                        | Sprint (7,5 km)                                                | Susan Dunklee                                                  | Hannah Dreissigacker                                           | Katrina Howe                                                   |
| 30. Dezember 2010 (Mi.)                                        | Verfolgung (10 km)                                             | Melanie Schultz                                                | Susan Dunklee                                                  | Claude Godbout                                                 |

### Gesamtwertung Frauen
| Platz | Sportler                | Land               | Punkte |
| ----- | ----------------------- | ------------------ | ------ |
| 1     | Claude Godbout          | Kanada             | 326    |
| 2     | Katrina Howe            | Vereinigte Staaten | 315    |
| 3     | Isabelle Abran          | Kanada             | 292    |
| 4     | Angela Salvi            | Kanada             | 206    |
| 5     | Erin Graham             | Vereinigte Staaten | 185    |
| 6     | Betsy Mawdsley          | Kanada             | 185    |
| 7     | Karen Messenger         | Kanada             | 182    |
| 8     | Hannah Dreissigacker    | Vereinigte Staaten | 170    |
| 9     | Kathryn Stone           | Kanada             | 169    |
| 10    | Emma Lodge              | Kanada             | 150    |
| 11    | Susan Dunklee           | Vereinigte Staaten | 146    |
| 12    | Jodi Miller             | Kanada             | 142    |
| 13    | Lauren Jacobs           | Vereinigte Staaten | 140    |
| 14    | Cynthia Clark           | Kanada             | 100    |
| 15    | Jacquelyn Thiel         | Vereinigte Staaten | 100    |
| 16    | Melanie Schultz         | Kanada             | 90     |
| 17    | Karina Bakker           | Kanada             | 80     |
| 18    | Élisabeth Laforest-Jean | Kanada             | 80     |
| 19    | Alexandra Dickson       | Kanada             | 74     |
| 20    | Annaliese Baumer        | Vereinigte Staaten | 62     |
| 21    | Michelle Lockhart       | Vereinigte Staaten | 56     |
| 22    | Alicia Hurley           | Kanada             | 34     |
| 23    | Joanne Thomson          | Kanada             | 32     |
| 24    | Karin Kasupski          | Vereinigte Staaten | 28     |